# Född Förlorare
Född Förlorare è il settimo album del gruppo musicale black metal svedese Shining, pubblicato il 25 maggio 2011 dall'etichetta discografica Spinefarm Records.

## Tracce
1. Förtvivlan, min arvedel - 6:29
2. Tiden läker inga sår - 8:10
3. Människa o'avskyvärda människa - 6:42
4. Tillsammans är vi allt - 9:22
5. I nattens timma - 4:04
6. FFF - 7.00

## Formazione
- Niklas Kvarforth - voce e chitarra
- Fredric Graby - chitarra
- Peter Huss - chitarra
- Rickard Schill - batteria
- Andreas Larsen - basso
- Marcus Palsson - piano
- Linnea Olsson - violoncello
- Birgit Huss - violino
- Margareta Skold - viola
- Lars Fredrik Froislie - mellotron e tastiere